# Fayette (Utah)
Fayette és una població dels Estats Units a l'estat de Utah. Segons el cens del 2000 tenia 204 habitants.

## Demografia
Segons el cens del 2000, Fayette tenia 204 habitants, 64 habitatges, i 49 famílies. La densitat de població era de 164,1 habitants per km².
Dels 64 habitatges en un 46,9% hi vivien nens de menys de 18 anys, en un 70,3% hi vivien parelles casades, en un 3,1% dones solteres, i en un 21,9% no eren unitats familiars. En el 21,9% dels habitatges hi vivien persones soles el 14,1% de les quals corresponia a persones de 65 anys o més que vivien soles. El nombre mitjà de persones vivint en cada habitatge era de 3,19 i el nombre mitjà de persones que vivien en cada família era de 3,78.
Per edats la població es repartia de la següent manera: un 36,8% tenia menys de 18 anys, un 10,3% entre 18 i 24, un 19,6% entre 25 i 44, un 20,1% de 45 a 60 i un 13,2% 65 anys o més.
L'edat mediana era de 30 anys. Per cada 100 dones de 18 o més anys hi havia 92,5 homes.
La renda mediana per habitatge era de 28.750 $ i la renda mediana per família de 36.500 $. Els homes tenien una renda mediana de 28.750 $ mentre que les dones 23.750 $. La renda per capita de la població era de 17.459 $. Entorn del 4,8% de les famílies i el 9,8% de la població estaven per davall del llindar de pobresa.

## Poblacions més properes
El següent diagrama mostra les poblacions més properes.